# Les Aventures d'India Jones
Les Aventures d'India Jones est un roman écrit par l'auteure India Desjardins et paru en 2005.
Ce roman raconte l'aventure d'une femme de la trentaine qui, après la révélation choc que le célibat est out, recherche le grand amour, tout en tentant d'échapper aux « amourophobes » de Montréal, à l'aide de ses deux copines, qui sont par contre en relation amoureuse.